# إيلين روز
إيلين روز (بالإنجليزية: Eileen Rose)‏ هي ملحنة ومغنية مؤلفة ومغنية أمريكية، ولدت في 31 يناير 1965 في بوسطن في الولايات المتحدة.

## وصلات خارجية
- إيلين روز على موقع ميوزك برينز (الإنجليزية)
- إيلين روز على موقع ديسكوغز (الإنجليزية)